# 스즈키 히데토
스즈키 히데토(일본어: 鈴木 秀人, 1974년 10월 7일 ~ )는 일본의 은퇴한 축구 선수이다.

## 구단 경력
1993년 재팬 풋볼 리그의 야마하 발동기(주빌로 이와타)에 입단했다. 1993년 재팬 풋볼 리그 준우승으로 J1리그로 승격했다. 2009년까지 328경기에 출전하여, 9득점을 넣었다. 1997년, 1999년, 2002년 3번의 J1리그 우승을 차지했다. 2009년후 현역 은퇴.

## 국가대표팀 경력
그는 1996년 하계 올림픽에 참가할 일본 U-23 국가대표팀에 발탁되었으며, 3경기에 출전했다.
그는 1997년 FIFA 월드컵 예선에 참가할 일본 국가대표팀에 발탁되었으며, 6월 28일 오만와의 경기에서 데뷔했다.

## 통계
| 일본 | 일본 | 일본 |
| 연도 | 출전 | 득점 |
| ---- | ---- | ---- |
| 1997 | 1    | 0    |
| 통산 | 1    | 0    |